# 2025 au Bénin
Chronologie du Bénin
- 2021
- 2022
- 2023
- 2024
- 2025
- 2026
- 2027
- 2028
- 2029

Cet article traite des événements qui se sont produits durant l'année 2025 au Bénin.

## Événements

### Avril
- 17 avril : 50 militaires sont tués dans une attaque jihadiste[1].
- 29 avril : L'ancien directeur de la police Philippe Houndégnon écope de 2 ans de prison ferme[2].

## Décès
- 12 avril : José Pliya, écrivain et dramaturge.
- 8 mai : Amos Elegbe,  ancien député, ancien ministre du tourisme et conseiller spécial[3].

### L'année 2025 dans le reste du monde
- L'année 2025 dans le monde
- 2025 par pays en Amérique • 2025 au Brésil, 2025 au Canada, 2025 au Québec, 2025 aux États-Unis
- 2025 en Europe, 2025 dans l'Union européenne • 2025 en Belgique, 2025 en France, 2025 en Italie, 2025 en Suisse
- 2025 par pays en Asie • 2025 par pays en Océanie, 2025 en Océanie • 2025 en Antarctique
- 2025 aux Nations unies
- Décès en 2025